# 400 meter häck för herrar i friidrott vid olympiska sommarspelen 1992
400 meter häck för herrar vid olympiska sommarspelen 1992 i Barcelona avgjordes 3-6 augusti. 

## Medaljörer
| Gren           | Guld              | Guld       | Silver                    | Silver | Brons                          | Brons |
| 400 meter häck | Kevin Young · USA | 46,78 (VR) | Winthrop Graham · Jamaica | 47,66  | Kriss Akabusi · Storbritannien | 47,82 |

## Resultat
- Q innebär avancemang utifrån placering i heatet.
- q innebär avancemang utifrån total placering.
- DNS innebär att personen inte startade.
- DNF innebär att personen inte fullföljde.
- DQ innebär diskvalificering.
- NR innebär nationellt rekord.
- OR innebär olympiskt rekord.
- WR innebär världsrekord.
- WJR innebär världsrekord för juniorer
- AR innebär världsdelsrekord (area record)
- PB innebär personligt rekord.
- SB innebär säsongsbästa.

### Final
- Hölls den 6 augusti 1992

| Placering | Final                   | Tid      |
| --------- | ----------------------- | -------- |
|           | Kevin Young (USA)       | 46,78 VR |
|           | Winthrop Graham (JAM)   | 47,66    |
|           | Kriss Akabusi (GBR)     | 47,82    |
| 4.        | Stéphane Diagana (FRA)  | 48,13    |
| 5.        | Niklas Wallenlind (SWE) | 48,63    |
| 6.        | Oleg Tverdochleb (EUN)  | 48,63    |
| 7.        | Stéphane Caristan (FRA) | 48,86    |
| 8.        | David Patrick (USA)     | 49,26    |

### Semifinaler
| Placering | Heat 1                   | Tid   |
| --------- | ------------------------ | ----- |
| 1.        | Kriss Akabusi (GBR)      | 48,01 |
| 2.        | Stéphane Diagana (FRA)   | 48,28 |
| 3.        | Niklas Wallenlind (SWE)  | 48,35 |
| 4.        | David Patrick (USA)      | 48,47 |
| 5.        | McClinton Neal (USA)     | 48,71 |
| 6.        | Erick Keter (KEN)        | 49,01 |
| 7.        | Carsten Köhrbrück (GER)  | 49,41 |
| 8.        | Eronilde de Araújo (BRA) | 49,66 |

| Placering | Heat 2                  | Tid   |
| --------- | ----------------------- | ----- |
| 1.        | Winthrop Graham (JAM)   | 47,62 |
| 2.        | Kevin Young (USA)       | 47,63 |
| 3.        | Oleg Tverdochleb (EUN)  | 49,11 |
| 4.        | Stéphane Caristan (FRA) | 49,50 |
| 5.        | Barnabas Kinyor (KEN)   | 49,52 |
| 6.        | Sven Nylander (SWE)     | 49,64 |
| —         | Samuel Matete (ZAM)     | DSQ   |
| —         | Olaf Hense (GER)        | DNS   |

### Försöksheat
| Placering | Heat 1                        | Tid   |
| --------- | ----------------------------- | ----- |
| 1.        | Kevin Young (USA)             | 48,76 |
| 2.        | Stéphane Caristan (FRA)       | 49.16 |
| 3.        | Gideon Yego (KEN)             | 49.23 |
| 4.        | Athanassios Kalogiannis (GRE) | 49.52 |
| 5.        | Aleksey Bazarov (ISR)         | 50.33 |
| 6.        | Jacques Henri Brunet (CAF)    | 52.59 |
| 7.        | Abdulla Sabt (UAE)            | 56.20 |

| Placering | Heat 2                  | Tid   |
| --------- | ----------------------- | ----- |
| 1.        | Samuel Matete (ZAM)     | 49,89 |
| 2.        | Olaf Hense (GER)        | 49.97 |
| 3.        | Domingo Cordero (PUR)   | 50.19 |
| 4.        | Kazuhiko Yamazaki (JPN) | 50.30 |
| 5.        | Vadim Zadojnov (EUN)    | 51.21 |
| 6.        | Baobo Neuendorf (PNG)   | 53.30 |
| 7.        | Amadou Sy Savane (GUI)  | 54.26 |

| Placering | Heat 3                     | Tid   |
| --------- | -------------------------- | ----- |
| 1.        | Erick Keter (KEN)          | 48,28 |
| 2.        | Stéphane Diagana (FRA)     | 48.41 |
| 3.        | Oleg Tverdochleb (EUN)     | 48.68 |
| 4.        | Mark Jackson (CAN)         | 49.18 |
| 5.        | Pedro Rodrigues (POR)      | 49.46 |
| 6.        | Ghulam Abbas (PAK)         | 50.57 |
| 7.        | Autiko Daunakamakama (FIJ) | 53.90 |

| Placering | Heat 4                  | Tid   |
| --------- | ----------------------- | ----- |
| 1.        | McClinton Neal (USA)    | 49,13 |
| 2.        | Carsten Köhrbrück (GER) | 49.37 |
| 3.        | Amadou Dia Ba (SEN)     | 49.47 |
| 4.        | Andries Vorster (RSA)   | 49.75 |
| —         | Pedro Chiamulera (BRA)  | DNF   |
| —         | Zeid Abou Hamed (SYR)   | DNS   |
| —         | Fadhel Khayati (TUN)    | DNS   |

| Placering | Heat 5                        | Tid   |
| --------- | ----------------------------- | ----- |
| 1.        | Sven Nylander (SWE)           | 49,49 |
| 2.        | David Patrick (USA)           | 49.56 |
| 3.        | Jozef Kucej (TCH)             | 50.28 |
| 4.        | Hubert Rakotombelontsoa (MAD) | 51.54 |
| 5.        | Paeaki Kokohu (TGA)           | 56.99 |
| —         | Max Robertson (GBR)           | DNF   |
| —         | Mark Thompson (JAM)           | DSQ   |

| Placering | Heat 6                    | Tid   |
| --------- | ------------------------- | ----- |
| 1.        | Kriss Akabusi (GBR)       | 49,49 |
| 2.        | Eronilde de Araújo (BRA)  | 49.10 |
| 3.        | Fabrizio Mori (ITA)       | 49.16 |
| 4.        | Simon Hollingsworth (AUS) | 49.74 |
| 5.        | Paweł Woźniak (POL)       | 50.30 |
| 6.        | Chanond Kenchan (THA)     | 50.60 |
| 7.        | Richard Bentley (GUM)     | 57.04 |

| Placering | Heat 7                  | Tid   |
| --------- | ----------------------- | ----- |
| 1.        | Winthrop Graham (JAM)   | 48,51 |
| 2.        | Niklas Wallenlind (SWE) | 48.71 |
| 3.        | Barnabas Kinyor (KEN)   | 48.90 |
| 4.        | Yoshihiko Saito (JPN)   | 49.01 |
| 5.        | Asen Markov (BUL)       | 50.21 |
| 6.        | Giovanny Fanny (SEY)    | 52.63 |
| 7.        | Alex Foster (CRC)       | 52.93 |